# Lachenalia bulbifera
Lachenalia bulbifera är en sparrisväxtart som först beskrevs av Domenico Maria Leone Cirillo, och fick sitt nu gällande namn av Adolf Engler. Lachenalia bulbifera ingår i släktet Lachenalia och familjen sparrisväxter. Inga underarter finns listade i Catalogue of Life.

## Bildgalleri

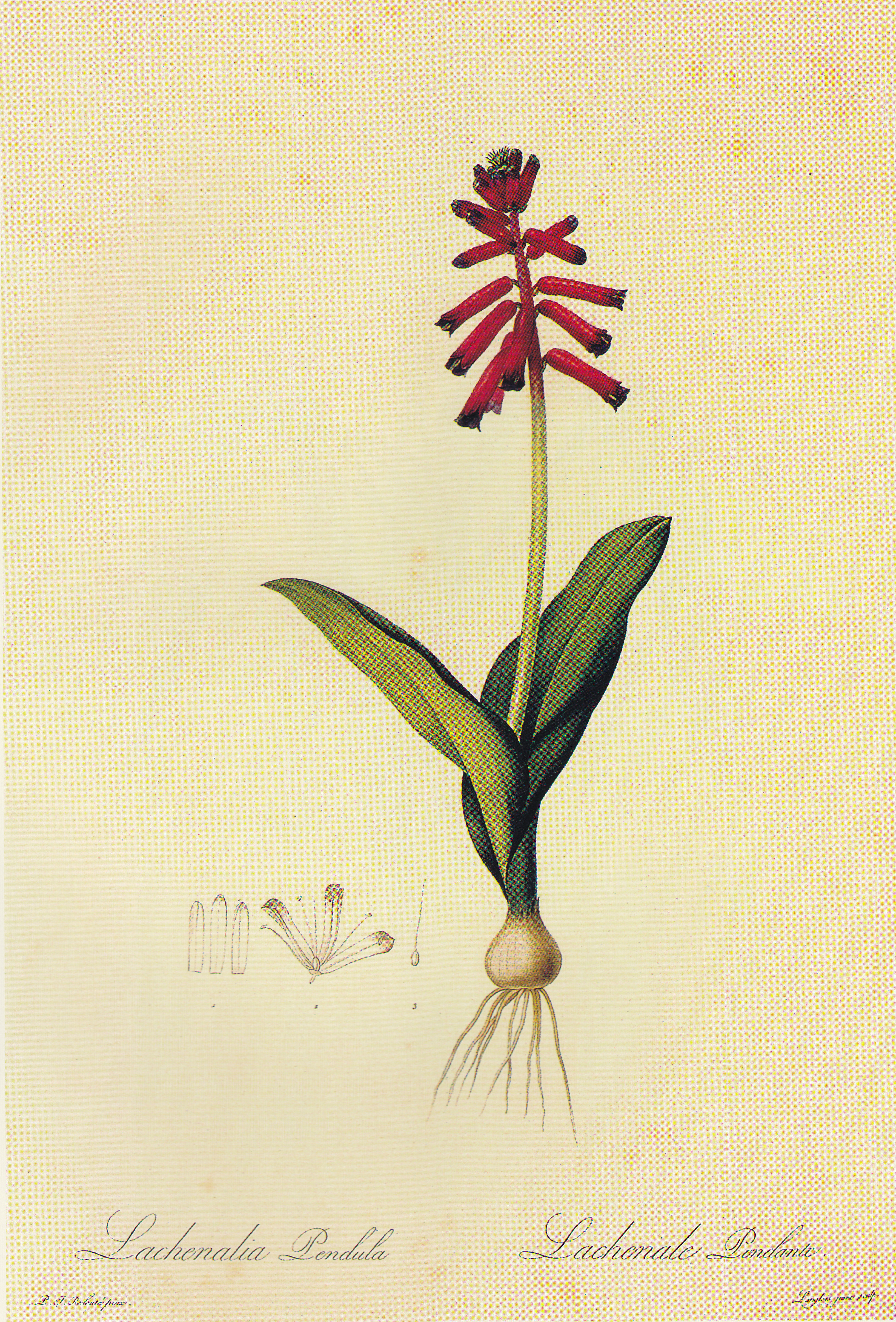